# Afroázsiai nyelvcsalád
Az afroázsiai nyelvcsalád (korábbi nevén sémi-hámi nyelvcsalád) a természetes nyelvek egyik nyelvcsaládja. Elterjedési területe Észak-Afrika, a Közel-Kelet, valamint Nyugat-Ázsia.

## Elnevezés
A korábban használatos, de még ma is elterjedt sémi-hámi nyelvcsalád elnevezés bibliai eredetű. August Ludwig Schlözer polihisztor, történész, a statisztika és a szociológia megalapozója 1781-ben nevezte el a sémi nyelveket Noé legidősebb fia, Sém után, követve az ószövetségi leszármazási táblákat. Ennek analógiájára alkotta meg az 1860-as években Karl Richard Lepsius egyiptológus a Sém öccséről, Hámról elnevezett hámi (vagy hamita) nyelvek elnevezést, ami azonban kevésbé szerencsés, mivel nem csak egyetlen nyelvcsaládról van szó. A sémi-hámi nagynyelvcsaládot újabban szokás afroázsiai nyelvcsaládnak nevezni, utalva arra, hogy beszélői Afrika és Ázsia területén egyaránt élnek. Létezik az eritreai nyelvcsalád elnevezés is, a Vörös-tenger görög, Erütrosz elnevezéséről, ám ez a megjelölés nem szerencsés, mivel csak a nyelvcsalád egy speciális szeletére (az etióp vagy etiosemita nyelvekre) vonatkozik. Egyes szakértők az afroázsiai elnevezést is elvetik, mivel szerintük ez azt sugallhatja, hogy Afrika és Ázsia területén kizárólag az ide tartozó nyelveket beszélik, ami pedig nincs így.

## Őshaza
Igor Mihajlovics Gyjakonov tézise szerint a sémi-hámi nagynyelvcsalád őshazája Nyugat-Afrikában, a Szahara és a Száhel határán terülhetett el, ami akkoriban még nem volt sivatagos terület. Az első elvándorlók a Kr. e. 8. évezredben az egyiptomi nép ősei lehettek, akik a Nílusnál kerestek új lakhelyet. Ugyanebben az időben egy másik csoport a Csád-tó felé terjeszkedett: belőlük alakultak ki a csádi nyelvek. A következő évezredben vonultak a kusiták ősei az Etióp-fennsík vidékére. A Kr. e. 6. és 5. évezredben kezdődött meg a terület elsivatagosodása, amely a végleges elvándorláshoz vezetett: a sémi népek ekkor telepedhettek le a Közel-Keleten. A sémi népek és nyelvek Gyjakonov feltételezése szerint a Kr. e. 4. évezredre váltak szét.

## Felosztás
Az afroázsiai nyelvek pontos felosztása és az egyes ágakban szereplő nyelvek egymással való rokonsági foka - azaz pontos besorolása - máig számos esetben vitatott, így forrásonként egymástól sokszor igen eltérő felosztásokkal lehet találkozni. Ugyanígy változhat forrásról forrásra az egyes nyelvek elnevezése is, minél kisebb nyelvekről van szó, annál inkább - ez a nyelvcsalád kusita, csádi és omói ágainál, valamint a rendkívül sok dialektussal (vagy központi nyelv híján lényegében csak azokkal, mint pl. az arám esetében) rendelkező nyelveknél ez még fokozottabban így van. A már kihalt ókori nyelvek esetében ugyancsak változhat a felosztás annak függvényében, hogy az területi (földrajzi) vagy történeti (kronológiai) jellegű-e.
A nyelvcsalád hat fő ága a következő (leírásukat lásd a vonatkozó szócikkeknél):
Sémi nyelvek
Egyiptomi nyelvek
Berber nyelvek
Kusita nyelvek
Csádi nyelvek
Omói nyelvek